# Château de Brochon
Le château de Brochon est un château néorenaissance du XIXe siècle à Brochon, en Côte-d'Or, en Bourgogne-Franche-Comté. Il a été bâti par l'homme de lettres Stéphen Liégeard et abrite un lycée depuis les années 1950.

## Historique

### L'origine du domaine
Au XIVe siècle, Philippe le Hardi, premier duc Valois de Bourgogne, fait don à l'ordre des Chartreux d'un domaine situé à Brochon. Il s'agit de bâtiments renforcés ainsi que d'autres constructions, entourés de vignes. Au XVIIe siècle, des terres de ce domaine, le "Crais-Billon", sont achetées par Melchior Jolyot, originaire de Nuits-Saint-Georges, greffier en chef de la chambre des comptes de Bourgogne et de Bresse, et père de Prosper Jolyot de Crébillon dit "Crébillon père". Le nom de ce petit « fief » est transformé en Crébillon ; il serait une des sources de la revendication nobiliaire des Jolyot. En 1804, Étienne Liégeard, membre d'une vieille famille dijonnaise proche des milieux bonapartistes, fait l'acquisition d'une partie du domaine. En 1843, son fils Jean-Baptiste Liégeard (1811-1887), futur maire de Dijon, agrandit celui-ci. Finalement, en 1879, le petit-fils d'Étienne, Stéphen Liégeard (1830-1925), ancien homme politique, écrivain et poète en vue, complète l'ensemble. Fortuné, il rachète le reste des terres à la famille Darcy. Il songe alors à y bâtir un château néorenaissance.

### L'ambitieux projet de Stéphen Liégeard
Le désir de Liégeard était de doter le village de Brochon, et plus particulièrement son domaine, d'un monument de référence. Cet édifice d’exception est le dernier château d'une réelle ampleur construit en Côte-d'Or. Stéphen Liégeard a choisi le style Renaissance pour le monument. Entamé en 1895 peu après la grave crise du phylloxéra, le chantier de construction avait aussi une vocation philanthropique : Liégeard voulait redonner du travail aux petits exploitants viticoles ruinés.

### La construction du château
Les travaux débutent avec la destruction de la cuverie des chartreux. Le chantier du château démarre en 1895 et s'achève en 1899 pour le gros-œuvre. Le décor, lui, est terminé en 1902. Des personnes de renommée régionale et nationale sont appelées pour accomplir les travaux. Le parc est dessiné par le paysagiste Bühler qui fixe l'emplacement du nouveau château. Les architectes sont Leprince et Perreau. Louis Perreau devait notamment construire à Dijon l’Hôtel des Postes de la place Grangier et l’immeuble Art nouveau voisin. L'architecture est néorenaissance, fortement influencée par les châteaux de la Loire (Azay-le-Rideau pour la façade est, Chenonceau pour ses grandes arcades, Blois et Chambord pour les cheminées et chiens-assis). La décoration intérieure, par contre, est inspirée du XVIIIe siècle (Rocaille, Louis XVI). Elle est confiée à des artistes de renom : Schanosky pour certaines sculptures et des lambris, Achille Cesbron pour les peintures, Paul Gasq pour d'autres sculptures.

### Un château devenu lycée
Le château ne resta pas longtemps dans la famille Liégeard : Gaston Liégeard, fils de Stéphen, meurt célibataire en 1953 ; son neveu, seul héritier, refuse la succession. L'État hérite alors des lieux, conformément au testament de Gaston Liégeard. Les pouvoirs publics décident en 1954 d'affecter le château à l'enseignement, comme annexe du lycée de jeunes filles Marcelle-Pardé à Dijon. Quelques années plus tard, le bâtiment devient une annexe du lycée Carnot de Dijon. En 1964, l'établissement se transforme officiellement en un lycée indépendant, l'actuel lycée Stéphen-Liégeard. La construction d'un nouveau bâtiment entraîne la disparition de la serre et du potager dont il ne reste plus que la borne de la fontaine qui l'alimentait en eau. La roseraie, détruite à cette occasion, a été partiellement reconstituée ensuite. Depuis 1975, les façades et la décoration intérieure sont inscrites au titre des monuments historiques. En 1994 est fondée l'association des Amis du Château Stéphen-Liégeard de Brochon, qui se donne pour but de faire connaître ce remarquable patrimoine bourguignon et qui le fait visiter en été.

## Description

### Extérieur

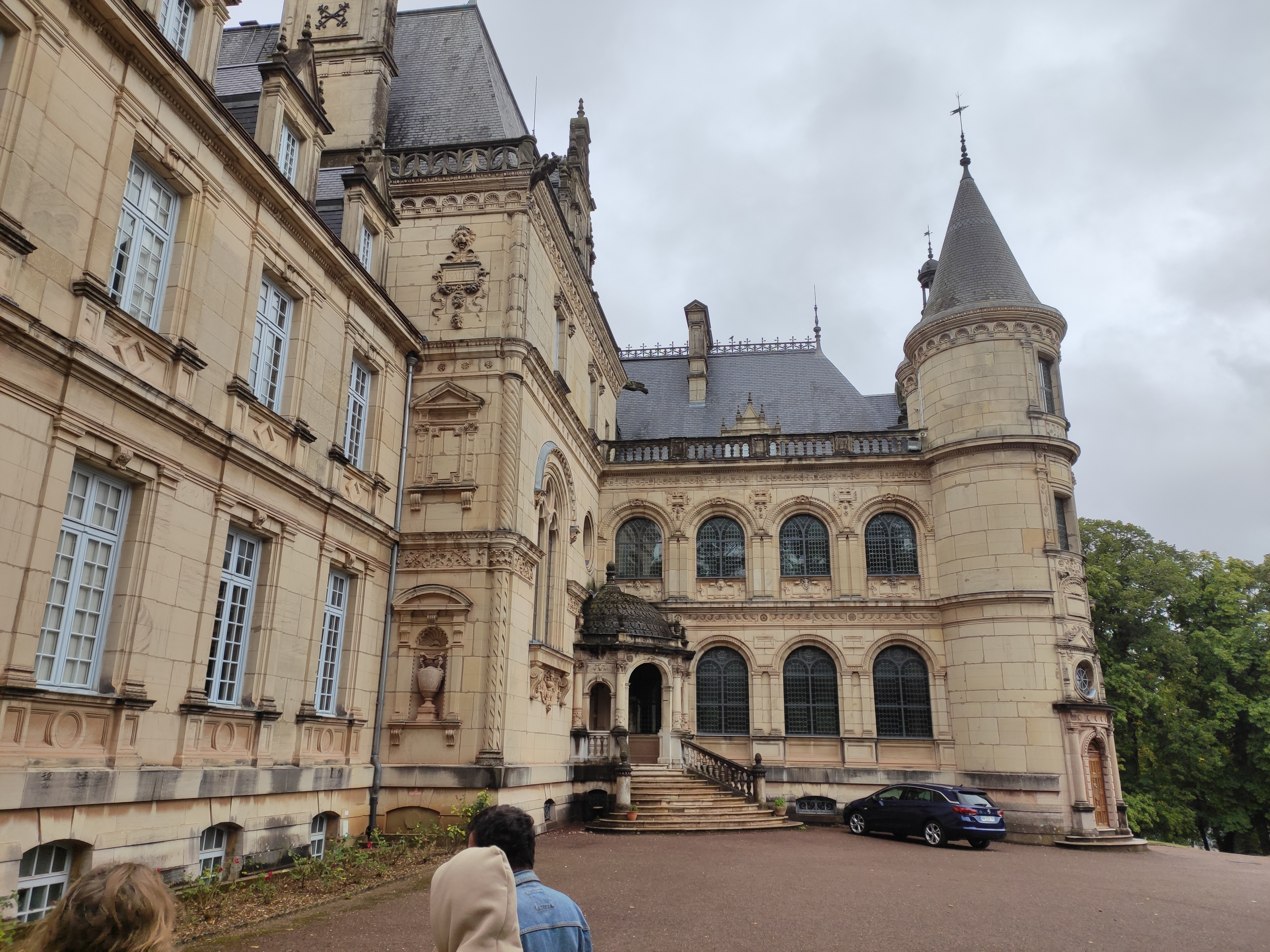
Façades sud du château.

C'est un bâtiment en L composé de deux corps de logis reliés entre eux par un important pavillon de deux étages carrés, sur lesquels sont greffées tours ou tourelles. La pierre utilisée provient pour la plupart de la région (pierre assez tendre du nord de la Côte-d'Or pour les sculptures, pierre plus dure pour le gros œuvre provenant principalement des carrières de Brochon, Chambolle, Premeaux et Comblanchien). Le grand hall est couvert d'un plafond à caisson. Il est éclairé par des verrières d'Édouard Didron dont l'une comporte les initiales "SL" entrelacées, et une autre la devise de Stéphen Liégeard : "Il est beau d'être grand, être bon est meilleur". L'escalier d'honneur du hall, à deux volées perpendiculaires, donne accès à une galerie qui dessert le premier étage. Le rez-de-chaussée comporte cinq pièces principales : la bibliothèque, le salon, la salle de billard, la salle à manger et le bureau de Gaston Liégeard. Le premier étage comprend une dizaine de chambres, dont celle de Stéphen Liégeard et celle de son épouse Mathilde. Sous les combles, une vingtaine de chambres ont été aménagées, sans décor particulier. À l'étage de comble du corps principal, une très vaste pièce, destinée aux loisirs, fut aménagée en laissant la charpente apparente. 

### Décoration intérieure

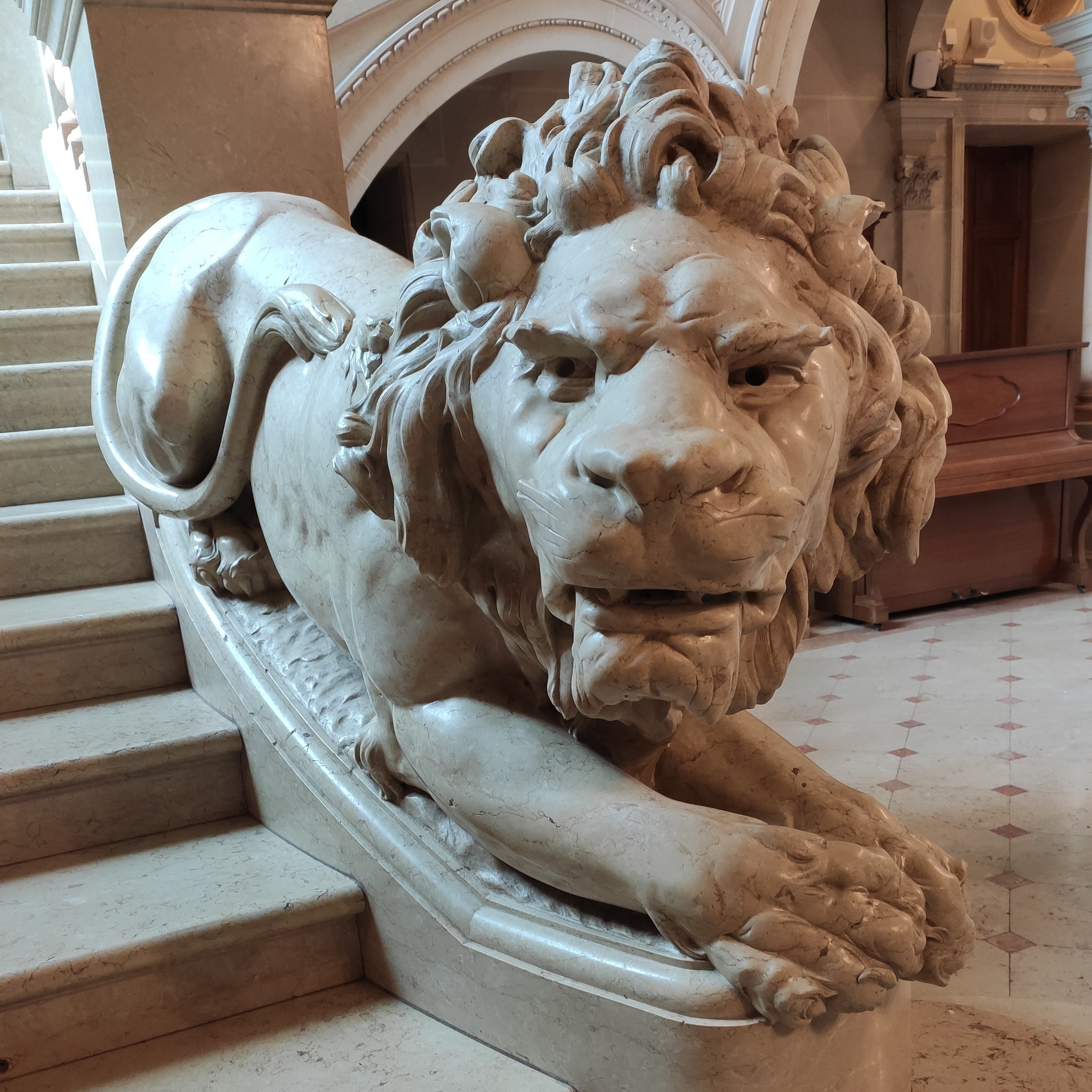
Lion sculpté à la base du grand escalier.

Dans le hall d'entrée, à la base du grand escalier, un lion sculpté grandeur nature en ronde bosse est sans doute une allusion à l'image que Stéphen Liégeard voulait donner de lui-même. En effet, ce motif apparaît de nombreuses fois sur le décor sculpté des façades. Le hall abrite également une statue en marbre de jeune nymphe par Paul Gasq, Le Réveil de la source.

### Le parc
Aménagé par le renommé Eugène Bühler, ce parc à l'anglaise aux essences variées contenait également un jardin alpin, une roseraie (avec 800 variétés), une rocaille avec grotte, des bassins, une serre et des statues d'agrément. L'édification de certains bâtiments du lycée a quelque peu modifié cet agencement.

## Quelques photos

Stéphen Liégeard (1830-1925).
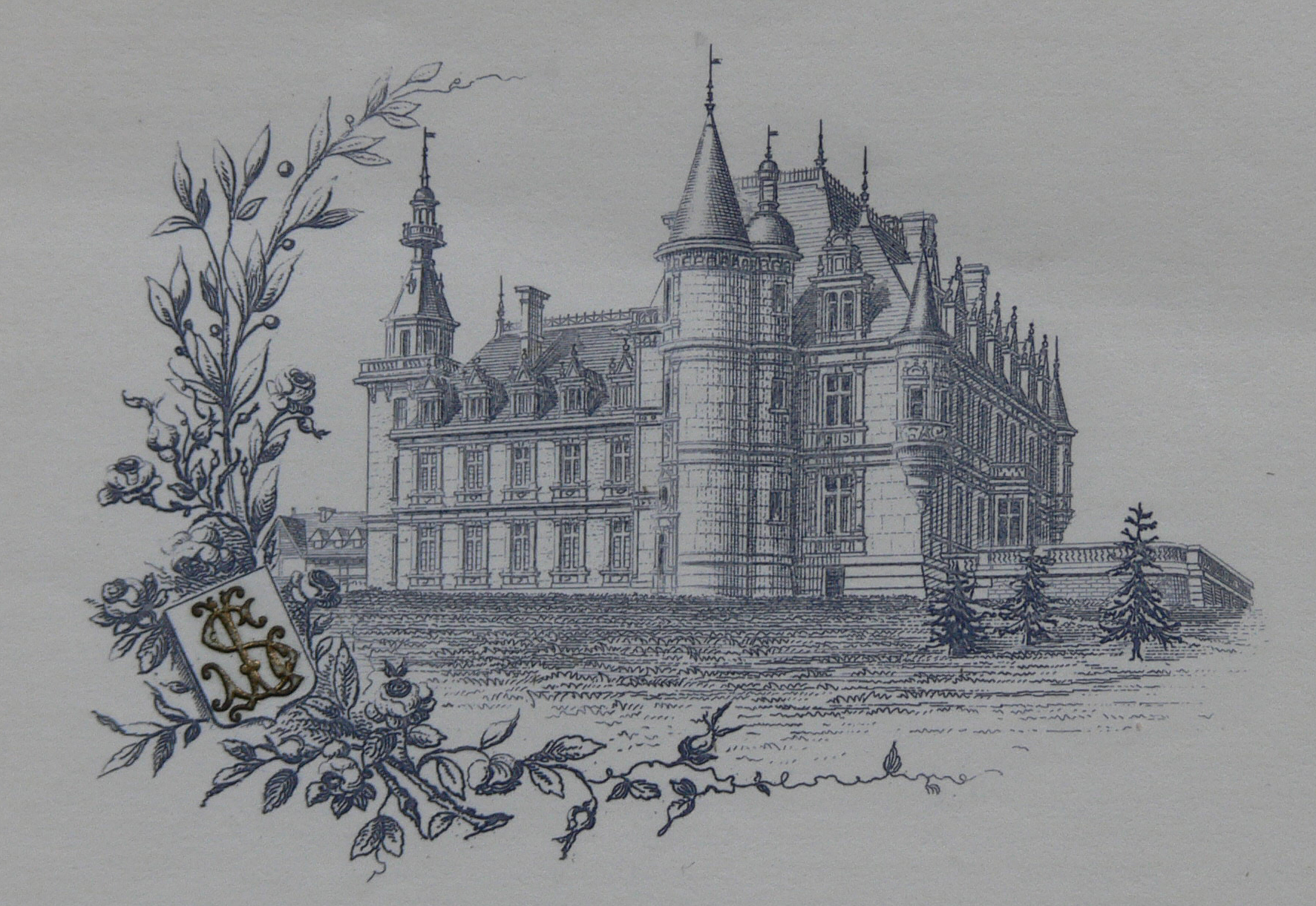
En-tête d'une lettre de Stéphen Liégeard.
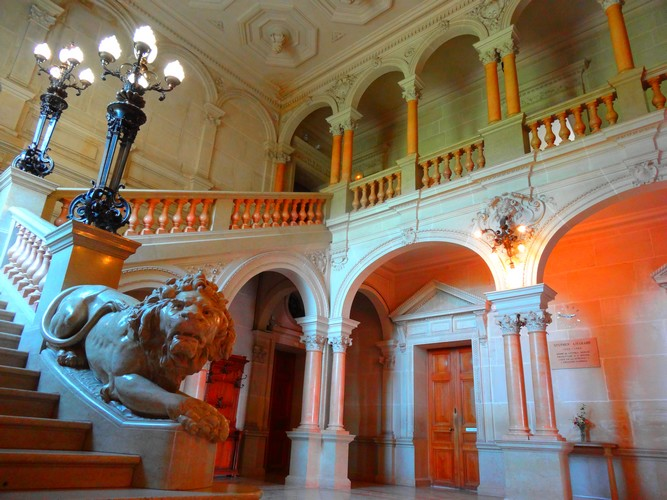
Hall d'entrée.